# Mislinjska Dobrava
Mislinjska Dobrava este o localitate din comuna Slovenj Gradec, Slovenia, cu o populație de 679 de locuitori.